# 蔡厝港公园
蔡厝港公园（英語：Choa Chu Kang Park）是一个位于新加坡蔡厝港的社区公园，此公园沿着蔡厝港通道而建，并位于克兰芝高速公路旁。

## 公园设施
此公园面积11公顷。设施包括一个游乐场、多用途广场、一个健身角落。 公园里也设有一个康疗公园，于2018年7月，新加坡卫生部长颜金勇主持了该公园的开幕仪式。此康疗公园开发给民众来接着赏花治疗身心病痛。
公园也开放给民众种植蔬果，民众可向国家公园局租用个约2.5平方米的花床来当个城市农夫。
于2017年，时任教育部长（高等教育及技能）兼国防部第二部长王乙康宣布，将于公园内建设新的战备军协俱乐部。此俱乐部主要是服务住在西部的战备军人，是随着新加坡西部的快速发展（如登加新镇）而建立。

## 交通连接
蔡厝港地铁/轻轨站步行10分便可到达公园。